# مونمووث بیچ، نیوجرسی
مونمووث بیچ (به انگلیسی: Monmouth Beach) شهری در ایالت نیوجرسی کشور ایالات متحده آمریکا است که جمعیت آن در سرشماری سال ۲۰۱۰ میلادی، ۳٬۲۷۹ نفر بوده‌است.